# Port lotniczy Krakor
Port lotniczy Krakor (IATA: KZD, ICAO: VDSY) – port lotniczy położony w Krakor, w prowincji Pouthisat w Kambodży.